# Takurunna
Takurunna fou una cora o districte d'al-Àndalus (segles VIII a XI). La seva capital era Ronda però els seus límits no es coneixen amb precisió. Una de les fortaleses principals fou Bobastro, on es va fer fort Umar ibn Hafsun. Takarunna probablement era també una fortalesa que hauria servit inicialment però fou abandonava aviat, ja que al llibre conegut com a Dhikr es diu que el territori de Takarunna era muntanyós i tenia moltes fortaleses inaccessibles, i que Ronda era una ciutat antiga de la que descriu l'entorn.
La primera menció de Takarunna és del 743. El senyor de la cora va jurar lleialtat a Abd al-Rahman I vers el 756. A partir d'aquesta data apareix sovint com a cora (kura). Ibn Hayyan l'esmenta al seu Muktabis i cita els noms dels governadors nomenats o deposats per Abd al-Rahman III. Els amazics zeneta Banu Ifran van arribar a pla península i es van instal·lar a Ronda vers l'inici del segle xi; el 1039, a la mort d'Idrís Ibn Alí al-Mutayyad (Idrís I) de Màlaga (1026-1039) el cap dels Banu Ifran, Abu-Nur Hilal ibn Abi Kurra es va revoltar i va prendre el poder a tota la cora i va regnar fins al 1053/1054 quan va ser empresonat per l'emir de Sevilla, i li va succeir el seu fill Badis ibn Hilal, que es va comportar com un tirà, de manera que el 1057/58, quan Hilal fou alliberat i va tornar, el va fer executar; va morir uns mesos després i el va succeir un altre fill, Abu-Nasr Fatuh ibn Hilal, però un dels seus oficials, actuant al servei d'al-Mútadid de Sevilla, es va alçar contra ell i el va assassinar el 1065/1066. El reialme va ser annexionat per Sevilla.
El 1091 la zona va passar als almoràvits. Abu l-Kasim Akhyal ibn Idris es va sublevar al final del govern almoràvit però va exercir el poder breument doncs els habitants es van entregar a Abu l-Ghamr ibn al-Shaib ibn Gharrum. Va caure en mans dels almohades de manera pacífica. Després dels almohades va quedar en mans del regne de Granada i fou terra de frontera amb Castella fins a la conquesta cristiana al darrer terç del segle xv.